# Salix pseudosalvifolia
Salix pseudosalvifolia är en videväxtart som beskrevs av T.E. Díaz Gonzalez och E. Puente. Salix pseudosalvifolia ingår i släktet viden, och familjen videväxter. Inga underarter finns listade i Catalogue of Life.